# Bruce Alan Wallace
Bruce Alan Wallace (Pasadena, 1950) è uno scrittore statunitense esperto di buddismo tibetano.
La sua opera è principalmente orientata all'investigazione delle modalità scientifiche, filosofiche e contemplative orientali e alla loro comparazione con quelle occidentali, spaziando dalla fisica quantistica al Buddhismo tibetano. Wallace è il fondatore del Santa Barbara Institute for Consciousness Studies in California.

## Primi anni, studi e ordinazione
B. Alan Wallace è nato a Pasadena in una famiglia protestante. Suo padre è un teologo battista. Intorno ai 13 anni, influenzato dal suo insegnante di scienze, ha sviluppato una passione per le scienze naturali ed in particolare l'ecologia. A 18 anni si è iscritto alla University of California, San Diego. Nel 1970 Wallace ha iniziato i suoi studi di lingua tibetana e di buddismo tibetano all'Università di Göttingen in Germania, proseguendo in seguito gli studi a Dharamsala, in India, dove è stato ordinato monaco buddista da S.S. il Dalai Lama nel 1975.

## Studi superiori e ricerca scientifica
Wallace ha continuato i suoi studi ed ha iniziato ad insegnare allo Institute for Higher Tibetan Studies di Mont Pèlerin, in Svizzera, dal 1975 al 1979, per poi dedicare i successivi quattro anni alla meditazione a tempo pieno. Ha partecipato come relatore ed interprete al primo Mind and Life Institute nel 1987, al quale ha continuato a partecipare in tale veste fino al 2009.
Nel 1987, Wallace ha conseguito una laurea in fisica, filosofia della scienza e sanscrito presso l'Amherst College, seguita nel 1995 da un dottorato di ricerca in studi religiosi presso la Stanford University. La sua tesi di dottorato è su La pratica dell'attenzione intenzionalmente sostenuta nel buddismo indo-tibetano. Ha insegnato per quattro anni nel Dipartimento di Studi Religiosi della University of California at Santa Barbara. 
Wallace ha fondato il Santa Barbara Institute for Consciousness Studies nel 2003, concepito per integrare lo studio scientifico e contemplativo della coscienza. Wallace e Clifford Saron hanno istituito il progetto Shamatha, che ha testato gli effetti della meditazione buddista su 60 persone impegnate in un ritiro di meditazione in soggiorno residenziale per 3 mesi, con Wallace come istruttore e Saron come direttore di ricerca per lo studio scientifico. I risultati della ricerca in merito agli effetti della meditazione concentrativa sull'attenzione, sulle emozioni, sul benessere e sui biomarkers sono stati pubblicati in diverse riviste scientifiche peer-reviewed.
Dal 1976, Wallace ha insegnato una vasta gamma di meditazioni buddiste in tutto il mondo ed è stato interprete di molti eminenti lama tibetani, tra cui S.S. il Dalai Lama, facendo da ponte tra le forme tradizionali di meditazione buddista e le scienze della mente. A partire dal 2010, Wallace ha condotto una serie di ritiri di 8 settimane per formare gli studenti nelle pratiche meditative di shamatha, i quattro incommensurabili, Vipaśyanā e Dzogchen. Wallace è la forza motivante alla base dello sviluppo del Center for Contemplative Research in Toscana, una comunità di contemplativi e scienziati finalizzata ad integrare l'esperienza meditativa in prima persona con i metodi scientifici in terza persona.

## Opere
Libri su scienza e buddismo
- Samatha: insegnamenti tratti da "l'Essenza Vajra" di Düdjom Lingpa. Collana Civiltà dell'Oriente, Ubaldini-Astrolabio, 2017.
- La mente: dove scienza e spiritualità si incontrano. Co-autore Hodel, B. Edizioni Amrita, 2014.
- Dimensioni nascoste. UTET, 2012.
- La mente in Equilibrio: La meditazione nella scienza, nel buddhismo, nel cristianesimo. Edizioni Amrita, 2008.
- Passi dalla solitudine. Addestrare la mente ad una visione che abbracci il mondo. Collana Civiltà dell'Oriente, Ubaldini-Astrolabio, 1995
- Meditations of a Buddhist Skeptic: A Manifesto for the Mind Sciences and Contemplative Practice, New York: Columbia University Press, 2011
- Contemplative Science: Where Buddhism and Neuroscience Converge. New York:  Columbia University Press, 2007 (Also published in Portuguese, Korean, and Thai translations)
- Buddhism and Science: Breaking New Ground. Edited by B. Alan Wallace. New York: Columbia University Press, 2003
- The Taboo of Subjectivity: Toward a New Science of Consciousness. New York: Oxford University Press, 2000
- Consciousness at the Crossroads: Conversations with the Dalai Lama on Brain-science and Buddhism. Edited by B. Alan Wallace, Zara Houshmand & Robert B. Livingston. Ithaca: Snow Lion, 1999
- Choosing Reality: A Buddhist View of Physics and the Mind. Revised edition. Ithaca: Snow Lion Publications, 1996.

Libri sul buddismo tibetano
- L'arte di trasformare la mente: La pratica tibetana del lojong. Collana Civiltà dell'Oriente, Ubaldini-Astrolabio, 2024.
- Osserva da vicino: Le quattro applicazioni della presenza mentale. Collana Civiltà dell'Oriente, Ubaldini-Astrolabio, 2021.
- Sognarsi sveglio: Yoga tibetano del sogno & sogno lucido. Edizioni Amrita, 2014.
- La rivoluzione dell'attenzione: liberare il potere della mente concentrata. Prefazione di Daniel Goleman. Collana Civiltà dell'Oriente, Ubaldini-Astrolabio, 2008 (pubblicato anche in cinese complesso, catalano,  tedesco, indonesiano, portoghese, rumeno, cinese, spagnolo e mongolo)
- Il buddismo come atteggiamento mentale: l'allenamento mentale in sette punti. Collana Civiltà dell'Oriente, Ubaldini-Astrolabio, 2002.
- I quattro incommensurabili: un cuore senza confini. Collana Civiltà dell'Oriente, Ubaldini-Astrolabio, 2000.
- La tradizione tibetana dello sviluppo mentale. Coautori Geshe Ngawang Dhargyey e Sherpa Tulku. Collana Civiltà dell'Oriente, Ubaldini-Astrolabio, 1979.
- Fathoming the Mind: Inquiry and Insight in Dudjom Lingpa's Vajra Essence. Boston: Wisdom Publications, 2018
- Open Mind: View and Meditation in the Lineage of Lerab Lingpa, Somerville, MA: Wisdom Publications 2017
- Dudjom Lingpa's Visions of the Great Perfection, Volumes 1-3, Somerville, MA: Wisdom Publications 2015
- Stilling the Mind: Shamatha Teachings from Dudjom Lingpa's Vajra Essence, Boston: Wisdom Publications, 2011
- Minding Closely: The Four Applications of Mindfulness, Ithaca, NY: Snow Lion Publications, 2011
- Genuine Happiness: Meditation as a Path to Fulfillment. Hoboken, NJ: John Wiley & Sons, 2005
- Balancing the Mind: A Tibetan Buddhist Approach to Refining Attention. Ithaca, NY: Snow Lion Publications, 2005.
- The Seven-Point Mind Training. Ithaca, NY: Snow Lion Publications, 2004.
- Tibetan Buddhism From the Ground Up. Boston: Wisdom Publications, 1993
- Spoken Tibetan. Co-authored with Kerrith McKenzie. Mt. Pèlerin, Switzerland: Center for Higher Tibetan Studies, 1985